# أبو سعيد الجرديزي
أبو سعيد عبد الحي بن الضحاك بن محمود الجرديزي (بالفارسية: گردیزی) (توفي نحو 453 هـ / 1061 م) هو جغرافي مسلم. لقبه الجرديزي نسبة إلى غرديز التي تقع اليوم في أفغانستان. صنف كتاب « زين الاخبار » ونقلته عفاف زيدان إلى العربية.